# Origgio
Origgio é uma comuna italiana da região da Lombardia, província de Varese, com cerca de 6.790 habitantes. Estende-se por uma área de 8 km², tendo uma densidade populacional de 797 hab/km². Faz fronteira com Caronno Pertusella, Cerro Maggiore (MI), Lainate (MI), Nerviano (MI), Saronno, Uboldo.

## Demografia
| Variação demográfica do município entre 1861 e 2011                               |
|                                                                                   |
| Fonte: Istituto Nazionale di Statistica (ISTAT) - Elaboração gráfica da Wikipedia |